# Stephen Greenblatt

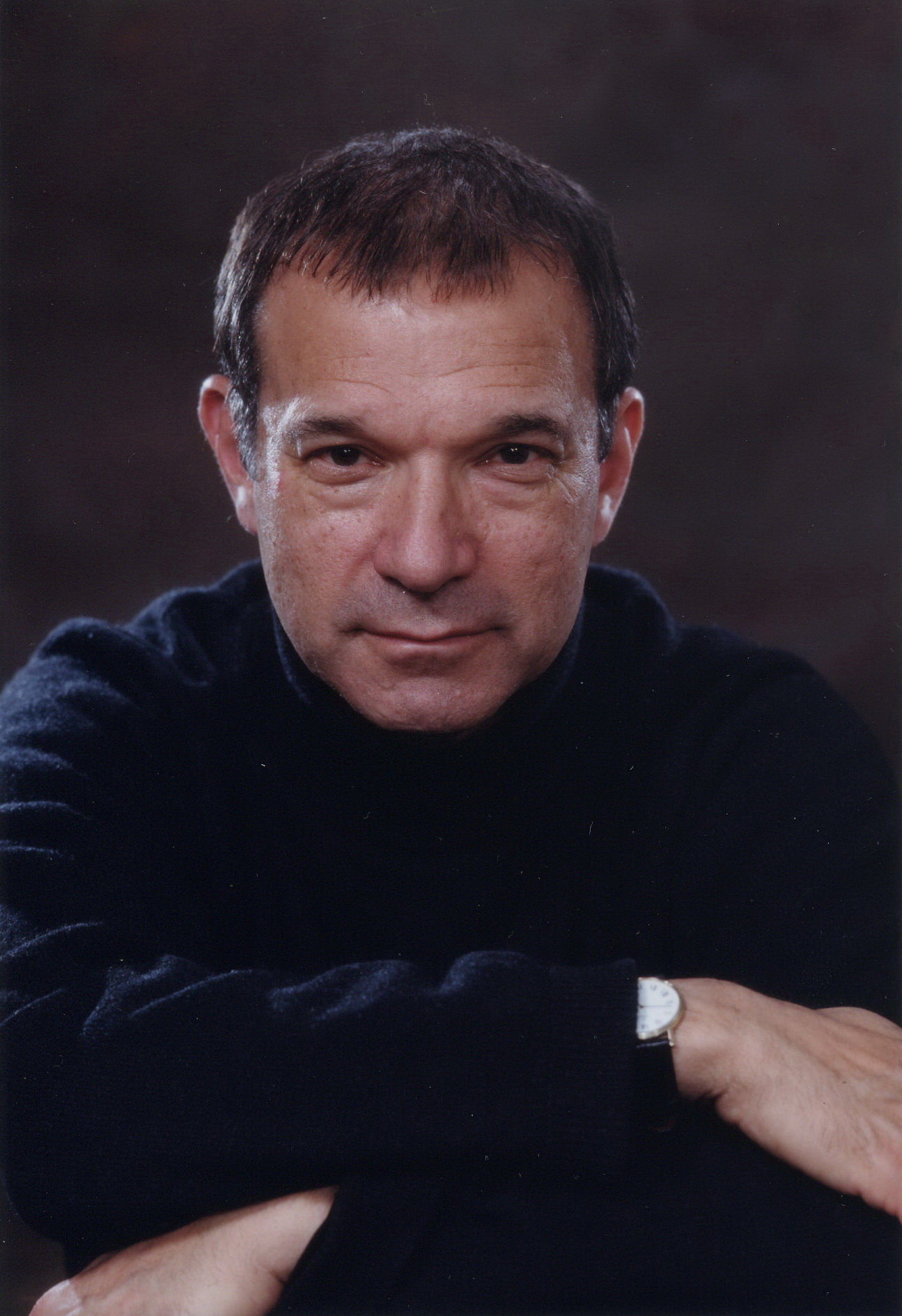
Stephen Jay Greenblatt (2004)

Stephen Jay Greenblatt (* 7. November 1943 in Boston, Massachusetts) ist ein US-amerikanischer Literaturwissenschaftler. Er gilt als führender Theoretiker des New Historicism.

## Leben
Greenblatt studierte am Pembroke College der University of Cambridge und an der Yale University, wo er 1969 promoviert wurde. Er lehrte an der University of California, Berkeley und ist nun Lehrstuhlinhaber an der Harvard University.
Sein wichtigstes Arbeitsfeld ist das Werk William Shakespeares und das Elisabethanische Zeitalter. Die von ihm mitbegründete Theorie des New Historicism versucht das literarische Werk im Spiegel seiner Zeit zu sehen. Dabei benutzt Greenblatt in seinen Veröffentlichungen häufig zeitgenössische Quellen, liest diese parallel zum literarischen Text und versucht dadurch ein Stück der Geschichte zu rekonstruieren. 1995 hat Greenblatt die Umbenennung von New Historicism in Poetics of Culture vorgeschlagen. Dies sollte sein Ziel verdeutlichen, New Historicism von Literaturgeschichte zu distanzieren, um so seine kulturanthropologischen Ansprüche zu betonen.
Greenblatt ist Gründer und Mitherausgeber der literaturwissenschaftlichen Fachzeitschrift Representations, dem Zentralorgan des New Historicism. Zeitweilig war Greenblatt Präsident der Modern Language Association (MLA). 1987 wurde er in die American Academy of Arts and Sciences, 2007 in die American Philosophical Society, 2008 in die American Academy of Arts and Letters und 2019 in die British Academy gewählt. Seit 2024 ist er ferner ausländisches Mitglied im Orden Pour le Mérite.
2011 wurde Greenblatt in der Sparte Nonfiction für The Swerve: How the World Became Modern (2011, über den Beginn der Renaissance) mit dem National Book Award und im Jahr 2012 mit dem Pulitzer-Preis ausgezeichnet. In diesem Buch verbreite Greenblatt eine „klischeehafte Vorstellung“ des mittelalterlichen Mönchtums, kritisierte der Mittelalterhistoriker Frank Rexroth. Ebenfalls 2011 erhielt er die Alumni-Auszeichnung Wilbur Cross Medal der Yale University. Für 2016 wurde Greenblatt der Holberg-Preis zugesprochen. Greenblatts Buch Der Tyrann. Shakespeares Machtkunde für das 21. Jahrhundert (2018) erfuhr eine verstärkte Beachtung durch die Veröffentlichung eines Fotos, das Angela Merkel beim Lesen des Buches im Urlaub in Südtirol zeigte. 2025 wurde ihm das Großes Bundesverdienstkreuz mit Stern verliehen.

## Schriften (Auswahl)
- Three Modern Satirists: Waugh, Orwell, and Huxley. Yale University Press, New Haven CT u. a. 1965.
- Sir Walter Ralegh. The Renaissance Man and His Roles (= Yale Studies in English. 183). Yale University Press, New Haven CT u. a. 1973, ISBN 0-300-01634-4.
- Renaissance Self-Fashioning. From More to Shakespeare. University of Chicago Press, Chicago IL 1980, ISBN 0-226-30653-4.
- Shakespearean Negotiations. The Circulation of Social Energy in Renaissance England. University of California Press, Berkeley CA u. a. 1988, ISBN 0-520-06159-4 (deutsch: Verhandlungen mit Shakespeare. Innenansichten der englischen Renaissance. Aus dem Amerikanischen von Robin Cackett. Wagenbach, Berlin 1990, ISBN 3-8031-3553-2).
- Learning to Curse. Essays in Early Modern Culture. Routledge, New York NY u. a. 1990, ISBN 0-415-90173-1 (deutsch: Schmutzige Riten. Betrachtungen zwischen Weltbildern (= Kleine kulturwissenschaftliche Bibliothek. 33). Aus dem Amerikanischen von Jeremy Gaines. Wagenbach, Berlin 1991, ISBN 3-8031-5133-3).
- Marvelous Possessions. The Wonder of the New World (= The Clarendon Lectures. 1988). University of Chicago Press u. a., Chicago IL 1991, ISBN 0-226-30651-8 (deutsch: Wunderbare Besitztümer. Die Erfindung des Fremden: Reisende und Entdecker. Aus dem Englischen von Robin Cackett. Wagenbach, Berlin 1994, ISBN 3-8031-3573-7).
- als Herausgeber Giles Gunn: Redrawing the Boundaries. The Transformation of English and American Literary Studies. The Modern Language Association of America, New York NY 1992, ISBN 0-87352-395-4.
- als Herausgeber: The Norton Shakespeare. Based on the Oxford Edition. Norton, New York NY u. a. 1997, ISBN 0-393-97087-6.
- zusammen mit Catherine Gallagher: Practicing New Historicism. The University of Chicago Press, Chicago IL u. a. 2000, ISBN 0-226-27934-0.
- Was ist Literaturgeschichte? (= Erbschaft unserer Zeit. 9 = edition suhrkamp. 2171). Mit einem Kommentar von Catherine Belsey. Aus dem Englischen von Reinhard Kaiser und Barbara Naumann. Suhrkamp, Frankfurt am Main 2000, ISBN 3-518-12171-5.
- Hamlet in Purgatory. Princeton University Press, Princeton NJ u. a. 2001, ISBN 0-691-05873-3 (deutsch: Hamlet im Fegefeuer. Aus dem Englischen von Klaus Binder. Suhrkamp, Frankfurt am Main 2008, ISBN 978-3-518-58507-8).
- Will in the World. How Shakespeare Became Shakespeare. Norton, New York NY u. a. 2004, ISBN 0-393-05057-2 (deutsch: Will in der Welt. Wie Shakespeare zu Shakespeare wurde. Aus dem Amerikanischen von Martin Pfeiffer. Berlin-Verlag, Berlin 2004, ISBN 3-8270-0438-1).
- The Greenblatt Reader. Edited by Michael Payne. Blackwell, Malden MA u. a. 2005, ISBN 1-4051-1566-1.
- Shakespeare. Freiheit, Schönheit und die Grenzen des Hasses (= Frankfurter Adorno-Vorlesungen. 2006). Aus dem Amerikanischen von Klaus Binder. Suhrkamp, Frankfurt am Main 2007, ISBN 978-3-518-58487-3.
- mit Charles Mee: Cardenio. s. n., s. l. 2008, (Inspiriert von einem verlorenen Stück von Shakespeare).
- The Swerve. How the World Became Modern. Norton, New York NY u. a. 2011, ISBN 978-0-393-06447-6 (deutsch: Die Wende. Wie die Renaissance begann. Aus dem Englischen von Klaus Binder. Siedler, München 2012, ISBN 978-3-88680-848-9).
- The Rise and Fall of Adam and Eve. Norton, New York NY u. a. 2017, ISBN 978-0-393-24080-1 (deutsch: Die Geschichte von Adam und Eva. Der mächtigste Mythos der Menschheit. Aus dem Englischen von Klaus Binder. Siedler, München 2018, ISBN 978-3-8275-0041-0).
- Tyrant. Shakespeare on Politics. Norton, New York NY u. a. 2018, ISBN 978-0-393-63575-1 (deutsch: Der Tyrann. Shakespeares Machtkunde für das 21. Jahrhundert. Aus dem Englischen von Martin Richter. Siedler, München 2018, ISBN 978-3-8275-0118-9).